# Điện từ học
Điện từ học là ngành vật lý nghiên cứu và giải thích các hiện tượng điện và hiện tượng từ, và mối quan hệ giữa chúng. Ngành điện từ học là sự kết hợp của điện học và từ học bởi điện và từ có mối quan hệ mật thiết với nhau. Điện trường thay đổi sinh ra từ trường và từ trường thay đổi sinh ra điện trường. Thực chất, điện trường và từ trường hợp thành một thể thống nhất, gọi là điện từ trường. Các tương tác điện và tương tác từ gọi chung là tương tác điện từ. Lực xuất hiện trong các tương tác đó là lực điện từ, một trong bốn lực cơ bản của tự nhiên (bên cạnh lực hấp dẫn, lực hạt nhân mạnh và lực hạt nhân yếu).
Trong nhiều trường hợp, điện từ học được dùng để chỉ điện từ học cổ điển bao gồm các lý thuyết cổ điển, phân biệt với các lý thuyết trong điện từ học hiện đại như điện động lực học lượng tử.

## Lịch sử
Lý thuyết khá chính xác đầu tiên về điện từ học, xuất phát từ nhiều công trình khác nhau của các nhà vật lý trong Thế kỷ 19, và thống nhất lại bởi James Clerk Maxwell trong bốn phương trình nổi tiếng, các phương trình Maxwell. Ngoài việc thống nhất các kết quả nghiên cứu của các nhà khoa học đi trước, Maxwell còn chỉ ra rằng ánh sáng là sóng điện từ. Trong điện từ học cổ điển, điện từ trường tuân thủ các phương trình Maxwell, và lực điện từ tuân theo định luật lực Lorentz.
Điện từ học cổ điển không tương thích với cơ học cổ điển. Các phương trình Maxwell tiên đoán vận tốc ánh sáng không đổi trong mọi hệ quy chiếu. Điều này vi phạm nguyên lý tương đối Galileo, một trụ cột của cơ học cổ điển. Năm 1905, Albert Einstein giải quyết mâu thuẫn bằng thuyết tương đối. Trong lý thuyết này, từ trường chỉ là một hiệu ứng tương đối tính của điện trường tĩnh và không cần nhiều phương trình như các phương trình Maxwell để mô tả.
Cùng năm 1905, Einstein đã giới thiệu hiệu ứng quang điện nói rằng ánh sáng có thể xem như các hạt, sau này gọi là photon, giải thích một hiện tượng không tương thích với điện từ trường cổ điển. Lý thuyết này mở rộng lời giải cho bài toán tai họa tử ngoại của Max Planck năm 1900, một bài toán khác cho thấy điện từ học cổ điển chưa chính xác. Những lý thuyết này đã giúp xây dựng vật lý lượng tử, đặc biệt là điện động lực học lượng tử. Điện động lực học lượng tử, được bắt đầu từ năm 1925 và hoàn thành vào những năm 1940, là một trong những lý thuyết vật lý chính xác nhất ngày nay.

## Khám phá
Những khám phá tạo ra nền tảng Điện Từ
- Hans Christian Oersted năm 1819 khám phá ra hiện tượng dòng điện sinh ra từ trường bao quanh dây dẫn.
- Năm 1820, André-Marie Ampère chỉ ra rằng hai sợi dây song song có dòng điện cùng chiều chạy qua sẽ hút nhau.
- Jean-Baptiste Biot và Félix Savart khám phá ra định luật Biot–Savart năm 1820, định luật miêu tả đúng đắn từ trường bao quanh sợi dây có dòng điện chạy qua.

Dựa trên ba khám phá trên, Ampère đã công bố một mô hình thành công cho từ học vào năm 1825. Trong mô hình này, ông chỉ ra sự tương đương giữa dòng điện và nam châm và đề xuất rằng từ tính là do những vòng chảy vĩnh cửu (đường sức) thay vì các lưỡng cực từ như trong mô hình của Poisson. Mô hình này có thêm thuận lợi khi giải thích tại sao lại không có đơn cực từ. Ampère dựa vào mô hình suy ra được cả định luật lực Ampère miêu tả lực giữa hai dây dẫn có dòng điện chạy qua và định luật Ampère (hay chính là định luật Biot–Savart), miêu tả đúng đắn từ trường bao quanh một sợi dây có dòng điện. Cũng trong công trình này, Ampère đưa ra thuật ngữ điện động lực miêu tả mối liên hệ giữa điện và từ.
Năm 1831, Michael Faraday phát hiện ra hiện tượng cảm ứng điện từ khi ông làm thay đổi từ trường qua một vòng dây thì có dòng điện sinh ra trong sợi dây. Ông miêu tả hiện tượng này bằng định luật cảm ứng Faraday.
Lý thuyết điện từ khá chính xác đầu tiên về điện từ học, xuất phát từ nhiều công trình khác nhau của các nhà vật lý trong thể kỷ 19, và thống nhất lại bởi James Clerk Maxwell trong bốn phương trình nổi tiếng, các phương trình Maxwell. Ngoài việc thống nhất các kết quả nghiên cứu của các nhà khoa học đi trước, Maxwell còn chỉ ra rằng ánh sáng là sóng điện từ. Trong điện từ học cổ điển, điện từ trường tuân thủ các phương trình Maxwell, và lực điện từ tuân theo định luật lực Lorentz.

## Định luật Điện Từ
- Định luật Gauss về mật độ Điện trường và Từ trường
- Định luật Biot-Savart || Hai Điện Cực
||
- Định luật Ampere Định nghỉa tương quan giửa Dòng điện và Từ dung tạo ra Từ cảm của Từ trường
- Định luật Lentz Định nghỉa tương quan giửa Từ thông và Từ cảm của Từ trường
- Định luật cảm ứng Faraday Định nghỉa tương quan giửa thay đổi từ thông tạo ra Điện cảm ứng từ

| Phương trình Maxwell || 

## Ứng dụng
- Nam châm điện
- Nam châm vĩnh cửu
- Biến điện
- Động cơ điện
- Máy phát điện

## Khám phá
Những khám phá tạo ra nền tảng Điện Từ
- Hans Christian Oersted năm 1819 khám phá ra hiện tượng dòng điện sinh ra từ trường bao quanh dây dẫn.
- Năm 1820, André-Marie Ampère chỉ ra rằng hai sợi dây song song có dòng điện cùng chiều chạy qua sẽ hút nhau.
- Jean-Baptiste Biot và Félix Savart khám phá ra định luật Biot–Savart năm 1820, định luật miêu tả đúng đắn từ trường bao quanh sợi dây có dòng điện chạy qua.

Dựa trên ba khám phá trên, Ampère đã công bố một mô hình thành công cho từ học vào năm 1825. Trong mô hình này, ông chỉ ra sự tương đương giữa dòng điện và nam châm và đề xuất rằng từ tính là do những vòng chảy vĩnh cửu (đường sức) thay vì các lưỡng cực từ như trong mô hình của Poisson. Mô hình này có thêm thuận lợi khi giải thích tại sao lại không có đơn cực từ. Ampère dựa vào mô hình suy ra được cả định luật lực Ampère miêu tả lực giữa hai dây dẫn có dòng điện chạy qua và định luật Ampère (hay chính là định luật Biot–Savart), miêu tả đúng đắn từ trường bao quanh một sợi dây có dòng điện. Cũng trong công trình này, Ampère đưa ra thuật ngữ điện động lực miêu tả mối liên hệ giữa điện và từ.
Năm 1831, Michael Faraday phát hiện ra hiện tượng cảm ứng điện từ khi ông làm thay đổi từ trường qua một vòng dây thì có dòng điện sinh ra trong sợi dây. Ông miêu tả hiện tượng này bằng định luật cảm ứng Faraday.
Lý thuyết điện từ khá chính xác đầu tiên về điện từ học, xuất phát từ nhiều công trình khác nhau của các nhà vật lý trong thể kỷ 19, và thống nhất lại bởi James Clerk Maxwell trong bốn phương trình nổi tiếng, các phương trình Maxwell. Ngoài việc thống nhất các kết quả nghiên cứu của các nhà khoa học đi trước, Maxwell còn chỉ ra rằng ánh sáng là sóng điện từ. Trong điện từ học cổ điển, điện từ trường tuân thủ các phương trình Maxwell, và lực điện từ tuân theo định luật lực Lorentz.

## Định luật Điện Từ
| Điện Từ                   | Lối Mắc                 |  |
| Định luật Gauss           |                         |  |
| Định luật Biot-Savart     | Hai Điện Cực            |  |
| Định luật Ampere          | Cộng Dây thẳng dẫn điện |  |
| Lực Lorentz               | Vòng Tròn Dẫn Điện      |  |
| Định luật cảm ứng Faraday | Cuộn Tròn Dẫn Điện      |  |
| Phương trình Maxwell      |                         |  |

## Ứng dụng
- Nam châm điện
- Nam châm vĩnh cửu
- Biến điện
- Động cơ điện
- Máy phát điện